# Ken Arai
Ken Arai (ur. 2 grudnia 1981) – japoński lekkoatleta specjalizujący się w rzucie oszczepem. 
Piąty zawodnik igrzysk Azji Wschodniej z 2005 roku. Finalista mistrzostw Azji z 2007 i 2011. 
Medalista mistrzostw Japonii. 
Rekord życiowy: 79,90 (29 kwietnia 2012, Hiroszima).

## Osiągnięcia
| Rok  | Impreza                  | Miejsce | Pozycja    | Wynik |
| ---- | ------------------------ | ------- | ---------- | ----- |
| 2005 | Igrzyska Azji Wschodniej | Makau   | 5. miejsce | 74,21 |
| 2007 | Mistrzostwa Azji         | Amman   | 6. miejsce | 67,87 |
| 2011 | Mistrzostwa Azji         | Kobe    | 6. miejsce | 77,37 |